# Шпильгаген, Фридрих
Фридрих Шпильгаген (нем. Friedrich Spielhagen; 24 февраля 1829, Магдебург — 25 февраля 1911, Берлин) — немецкий писатель.

## Биография

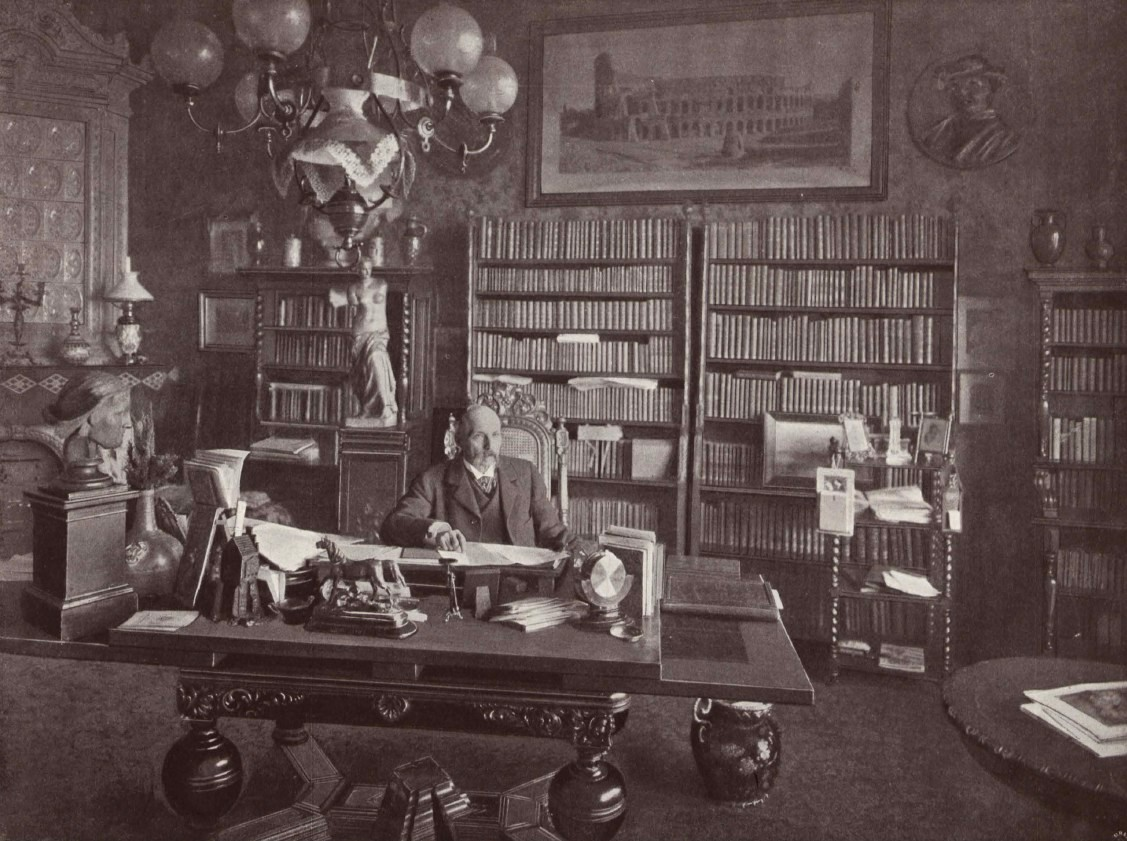
Ф. Шпильгаген в рабочем кабинете. 1898 г.

Родился в Магдебурге 24 февраля 1829, в семье Фридриха Августа Вильгельма Шпильхагена (1785–1855) и его жены Генриетты Вильгельмины, урожденной Робран (1789–1849).
Первые шесть лет своей жизни он провел в Магдебурге, затем — в Штральзунде, куда был переведён отец. После получения среднего образования, изучал право и филологию в Боннском университете (1847—1851) — сначала был на юридическом факультете, но, увлекшись литературой, перешел на философский. Затем посещал Берлинский и Грайфсвальдский университеты.
Сначала работал частным репетитором в Померании, пробовал себя в качестве актера, был на военной службе. Позже он вернулся к преподаванию и преподавал в торговом училище в Лейпциге. Занимался литературой и после смерти своего отца полностью посвятил себя писательской деятельности. В 1859 году переселился в Ганновер, в конце 1862 — в Берлин.
Скончался 25 февраля 1911 года в своей квартире (Кантштрассе, 165) в Шарлоттенбурге.

## Творчество
Ф. Шпильгаген считался одним из первых романистов Германии, а его романы входили в число наиболее читаемых.
В начале своей литературной деятельности занимался переводами в прозе и стихах, с английского, французского и итальянского.
Первым оригинальным произведением Шпильгагена была новелла «Klara Vere» (1857), за которой последовала идиллия «Auf der Düne» (1858). Эти произведения не были замечены широкой публикой. В это время он также начал писать для газет; в 1860–1862 годах сотрудничал с Zeitung für Norddeutschland. Его первый большой роман, написанный под влиянием Карла Гуцкова, «Problematische Naturen» (1860) выдержал более 20 изданий.
Наиболее известный роман писателя — «В строю» (1866, рус. пер. под назв. «Один в поле не воин», 1867—1868), в нём выражена мысль о том, что выдающаяся личность не может достигнуть успеха в преобразовании общества без опоры на массы. Правдивость изображения, идейная насыщенность сочетаются у Шпильгагена с декларативным пафосом.
После 1870 года в его романах преобладают сентиментально-морализаторские и мелодраматические тенденции, но в некоторых ещё сильна обличительная струя (роман «Бурный поток», 1876). Актуальные политические романы писателя были популярны в России 2-й половины XIX в., особенно в народнической среде.

## Избранная библиография
Автор многочисленных романов, повестей, драм, стихотворений, новелл, путевых очерков:
- Проблематические натуры (1861)
- Из мрака к свету (1861)
- Два поколения (1863),
- Один в поле не воин (1866),
- Между молотом и наковальней (1868),
- Про что пела ласточка (1872),
- Все вперед (1872),
- Ultimo (1873),
- Потоп (1876)
- Von Neapel bis Syrakus (путевые очерки, 1878)
- Низина (1878),
- Новый Фараон (1889),
- В сорочке родился (1893),
- Фаустулус (1897),
- Herrin (1899) и др.

Большая часть произведений писателя собрана им самим в Sämmtliche Werke, вышедших в 22 томах 5-м изданием в Лейпциге в 1892 г.; другое издание его, Sämmtliche Romane, появилось в Лейпциге с 1895 г.
Состоял в переписке с графом Львом Толстым.
В разное время стоял во главе разных журналов, так, в 1862 году он редактировал в Берлине Deutsche Wochenschrift и Sonntagsblatt, в 1878—1884 гг. — Illustrierte deutsche Monatshefte.
Был избран в почетные члены Общества любителей российской словесности 11 апреля 1909 года.